# 분쇄곱
대수적 위상수학에서 분쇄곱(粉碎-, 영어: smash product)은 두 위상 공간의 곱을 취하는 방법의 하나다. 점을 가진 공간의 범주의 텐서곱을 이룬다.

## 정의
위상 공간으로 이뤄진 범주 {\displaystyle {\mathcal {C}}_{\bullet }} 속의 두 대상 {\displaystyle (X,x_{0})}, {\displaystyle (Y,y_{0})}이 주어졌다고 하자. 그렇다면 이 둘의 분쇄곱 {\displaystyle X\wedge Y}는 다음과 같다.
{\displaystyle X\wedge Y=(X\times Y)/(X\vee Y)}
여기서 {\displaystyle X\times Y}는 {\displaystyle {\mathcal {C}}_{\bullet }}에서의 범주론적 곱이다. {\displaystyle X\vee Y}는 쐐기합으로, {\displaystyle X\vee Y\cong X\times \{y_{0}\}\cup \{x_{0}\}\times Y\subset X\times Y}와 같은 포함 관계를 가진다.
분쇄곱의 구체적 정의는 사용하는 범주 {\displaystyle {\mathcal {C}}_{\bullet }}에 따라 달라진다. 만약 모든 점을 가진 공간의 범주 {\displaystyle \operatorname {Top} _{\bullet }}을 사용한다면, 분쇄곱은 결합 법칙을 따르지 않게 된다. 대신 콤팩트 생성 공간의 범주나 점렬 공간의 범주는 데카르트 닫힌 범주를 이루며, 이러한 범주(의 점을 가진 범주)를 사용하게 되면 결합 법칙을 따르게 된다. 다만, 이러한 범주에서는 곱집합 위의 위상이 곱공간 위상과 일반적으로 다르다.

## 성질
점을 가진 공간의 범주에서의 분쇄곱은 교환 법칙을 따르고, 대부분의 위상 공간에 대하여 결합 법칙을 따른다. 다만, 특수한 경우에는 결합 법칙이 깨질 수 있다.
점을 가진 공간의 적절한 데카르트 닫힌 범주 (하우스도르프 콤팩트 생성 공간 등) {\displaystyle {\mathcal {C}}}에서, 범주론적 곱은 텐서곱을 이룬다. (이는 항상 곱집합 위의 위상 공간이지만, 범주에 따라서 곱공간과 다를 수 있다.) 즉, 위상 공간 {\displaystyle X\in {\mathcal {C}}}에 대하여 다음과 같은 수반 함자가 존재한다.
{\displaystyle (-\times X)\dashv \hom(X,-)}
이 범주 {\displaystyle {\mathcal {C}}}에 대하여 점을 가진 공간의 범주 {\displaystyle {\mathcal {C}}_{\bullet }}을 취하자. 이 점을 가진 범주에서의 텐서곱은 분쇄곱이다. 즉, 점을 가진 공간 {\displaystyle X\in {\mathcal {C}}}에 대하여 다음과 같은 수반 함자가 존재한다.
{\displaystyle (-\wedge X)\dashv \hom(X,-)}
구체적으로, 다음과 같은 함수 공간의 위상 동형이 존재한다.
{\displaystyle \hom(A\wedge X,B)\cong \hom(A,\hom(X,B))}
따라서, 분쇄곱을 통해 {\displaystyle {\mathcal {C}}_{\bullet }}은 닫힌 모노이드 범주를 이룬다.
또한, 분쇄곱은 쐐기합에 대하여 (적절한 조건 아래) 다음과 같은 분배 법칙을 따른다.
{\displaystyle (X\vee Y)\wedge Z\cong (X\wedge Z)\wedge (Y\wedge Z)}
구체적으로, 모든 위상 공간의 범주 {\displaystyle \operatorname {Top} }에서 위 분배 법칙이 성립할 충분조건은 {\displaystyle X}, {\displaystyle Y}, {\displaystyle Z}의 밑점이 각각 모두 닫힌 한원소 집합인 것이다.:68–69, Proposition (3.2) 특히, 모든 공간이 T1 공간이라면 모든 점이 닫혀 있으며, 따라서 분배 법칙이 성립한다.

## 예
초구들의 분쇄곱은 또다른 초구다. 즉,
{\displaystyle S^{m}\wedge S^{n}=S^{m+n}}

이다. 또한, 0차원 초구 {\displaystyle S^{0}=\{\bullet \}\sqcup \{\bullet \}}는 분쇄곱의 항등원이다.
{\displaystyle X\wedge S^{0}=X}

### 결합 법칙의 실패
자연수 집합 {\displaystyle \mathbb {N} }과 유리수 집합 {\displaystyle \mathbb {Q} }에 표준적인 위상(즉, 실직선의 부분 공간 위상)을 부여하자. 또, 각 집합에 0을 밑점으로 삼자. 그렇다면 {\displaystyle \mathbb {N} \wedge (\mathbb {Q} \wedge \mathbb {Q} )}와 {\displaystyle (\mathbb {N} \wedge \mathbb {Q} )\wedge \mathbb {Q} }는 서로 위상 동형이 아니다.:336:§1.7 이 경우, 표준적인 전단사 연속 함수
{\displaystyle \mathbb {N} \wedge (\mathbb {Q} \wedge \mathbb {Q} )\to (\mathbb {N} \wedge \mathbb {Q} )\wedge \mathbb {Q} }
가 존재하지만, 그 역함수는 연속 함수가 아니다. 즉, {\displaystyle \mathbb {N} \wedge (\mathbb {Q} \wedge \mathbb {Q} )}가 더 섬세한 위상을 가진다.